# Зимбабве на Светском првенству у атлетици на отвореном 2019.
Зимбабве је учествовао на 17. Светском првенству у атлетици на отвореном 2019. одржаном у Дохи од 27. септембра до 6. октобра седамнаести пут, односно учествовао је на свим првенствима до данас. Репрезентацију Зимбабвеа представљала су 5 атлетичара (4 мушкарца и 1 жена) који су се такмичили у 3 дисциплине (2 мушке и 1 женска)., 
На овом првенству такмичари Зимбабвеа нису освојили ниједну медаљу али остварена четири најбоља резултата сезоне.

## Учесници
| Мушкарци: - Ngonidzashe Ncube — Маратон - Муниарадзи Јари — Маратон - Исак Мпофу — Маратон - Ченгетаји Мапаја — Троскок | Жене: - Рутендо Џоан Њахора — Маратон |  |

## Резултати

### Мушкарци
| Атлетичар         | Дисциплина | Лични рекорд | Квалификације | Квалификације | Финале               | Финале       | Детаљи |
| Атлетичар         | Дисциплина | Лични рекорд | Резултат      | Место         | Резултат             | Место        | Детаљи |
| ----------------- | ---------- | ------------ | ------------- | ------------- | -------------------- | ------------ | ------ |
| Ngonidzashe Ncube | Маратон    | 2:14:15      |               |               | 2:18:42              | 34 / 55 (73) |        |
| Муниарадзи Јари   | Маратон    | 2:14:02      | 2:23:34       | 47 / 55 (73)  |                      |              |        |
| Исак Мпофу        | Маратон    | 2:15:10      | 2:29:24       | 52 / 55 (73)  |                      |              |        |
| Ченгетаји Мапаја  | Троскок    | 17,34        | 16,36         | 14. у гр. А   | Није се квалификовао | 25 / 33      |        |

### Жене
| Атлетичарка         | Дисциплина | Лични рекорд | Квалификације | Квалификације | Финале   | Финале       | Детаљи |
| Атлетичарка         | Дисциплина | Лични рекорд | Резултат      | Место         | Резултат | Место        | Детаљи |
| ------------------- | ---------- | ------------ | ------------- | ------------- | -------- | ------------ | ------ |
| Рутендо Џоан Њахора | Маратон    | 2:34:49      |               |               | 2:52:33  | 21 / 40 (70) |        |